# Grimes (cantante)
Claire Elise Boucher (Vancouver, Columbia Británica, 17 de marzo de 1988), conocida profesionalmente como Grimes, es una cantante, compositora, productora discográfica, artista visual y directora de vídeos musicales canadiense. Su música ha incorporado elementos de estilos variados, como el dream pop, la electrónica, el R&B y el hip hop, mientras toca temas de ciencia ficción y feministas. Ha publicado cinco álbumes de estudio.
Nacida y criada en Vancouver, Grimes comenzó a lanzar música de forma independiente a fines de la década de 2000 sacando dos álbumes, Geidi Primes y Halfaxa, en 2010 en Arbutus Records.  Posteriormente firmó con 4AD y saltó a la fama con el lanzamiento de su tercer álbum de estudio, Visions, en 2012. Visions incluye los sencillos ‘Genesis’ y Oblivion, y recibió el Premio Juno por Álbum Electrónico del Año. Tras esto, su cuarto álbum de estudio, Art Angels, fue lanzado en 2015 y recibió los elogios de la crítica, ya que varias publicaciones lo nombraron el mejor álbum del año. Su quinto álbum de estudio, Miss Anthropocene, fue lanzado en 2020.

## Primeros años
Claire Boucher nació y creció en Vancouver. Es de ascendencia francocanadiense (incluida la quebequense), italiana, rusa y mestiza. Fue criada como católica, y asistió a una escuela católica. Su madre, Sandy Garossino, es una antigua fiscal de la Corona y defensora de las artes; su padre, antiguo banquero, trabaja "en la parte comercial de la biotecnología". En 2006, Boucher se graduó en la Escuela Secundaria Lord Byng y se trasladó de Vancouver a Montreal para asistir a la Universidad McGill centrándose en la neurociencia y el idioma ruso, pero dejó la escuela a principios de 2011 antes de terminar su carrera.

### 2009–2013: Comienzos de carrera,Geidi PrimesyHalfaxa
Según las marcas de tiempo de su página original de Myspace, Boucher comenzó a escribir música bajo el nombre de Grimes en 2007. Su nombre de intérprete se eligió porque en aquella época, MySpace permitía a los artistas indicar tres géneros musicales. Ella puso "grime" para los tres, antes de saber qué era el grime. Grimes es autodidacta en música y arte visual.

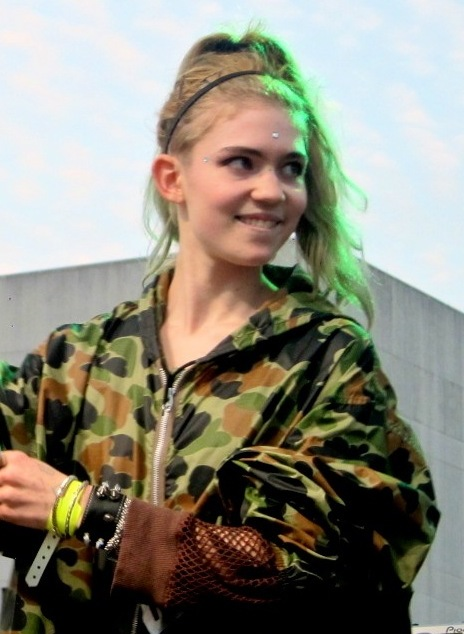
Grimes actuando en el South by Southwest 2012

 El álbum de debut de Boucher como Grimes, Geidi Primes, es un álbum conceptual inspirado en la serie Dune. Fue publicado por Arbutus Records en casete en 2010. Más tarde, en 2010, Boucher lanzó su segundo álbum en Arbutus Records, Halfaxa. Tras el lanzamiento de Halfaxa, Boucher comenzó a promocionar públicamente a Grimes y empezó a hacer giras más allá de Montreal. En 2011 Boucher lanzó cinco canciones en su parte del split 12" con d'Eon, Darkbloom (a través tanto de Arbutus como de Hippos in Tanks). A partir de mayo de 2011, Grimes fue telonera de Lykke Li en su gira norteamericana, y en agosto siguiente su álbum de debut fue reeditado a través de No Pain in Pop Records, en formato CD y vinilo por primera vez. En 2011, colaboró con el DJ/productor Blood Diamonds.

### 2011–2014:Visions
Tras las extensas giras y la buena acogida de sus dos primeros álbumes y la contribución de Darkbloom, Boucher firmó con el sello discográfico 4AD en enero de 2012. El lanzamiento posterior, Visions, apareció en las listas de fin de año de varias publicaciones y se considera el álbum revelación de Grimes. "NME" lo incluyó en su lista de los 500 Mejores Álbumes de Todos los Tiempos en 2013. Visions ganó el Premio al Álbum Electrónico del Año y Grimes fue nominada a Artista Revelación del Año en los Junos. Grimes también ganó el Premio al Artista del Año en los Webbys de 2013.
 El segundo sencillo del álbum, "Oblivion", también recibió elogios de la crítica y se convirtió en un vídeo musical codirigido por Emily Kai Bock y Grimes. Pitchfork clasificó "Oblivion" en el número uno de su lista de las 200 Mejores Canciones de la Década hasta ahora en 2014. En las entrevistas que siguieron al lanzamiento del álbum, Boucher explicó que se le asignó un plazo estricto para tener su tercer álbum terminado mucho antes de que estuviera completo, lo que la llevó a grabar la mayor parte de Visions mientras estaba aislada en su apartamento de Montreal durante tres semanas consecutivas. En particular, esta sesión de grabación intensiva incluyó un período de nueve días sin dormir, sin comida, con Boucher oscureciendo sus ventanas, ya que por lo general no podía hacer música con tanta facilidad durante el día y consumiendo "toneladas de anfetaminas". Describió el proceso de escritura como "agradable y tortuoso a partes iguales", sintiendo que su dificultad contribuyó a su éxito.
En abril de 2013, Boucher publicó una declaración escrita en la que abordaba su experiencia como mujer música en una industria plagada de sexismo y expresaba su decepción por el hecho de que su postura feminista se interpretara a menudo como anti-masculina. Al hablar de su preferencia por producir ella misma todos sus álbumes de estudio, dijo: "No quiero ser solo la cara de esta cosa que construí, quiero ser la que la construyó".
El 17 de diciembre de 2013, Boucher publicó en su Tumblr que había contratado los servicios de la empresa de gestión de Jay-Z, Roc Nation.

### 2014–2017:Art Angels

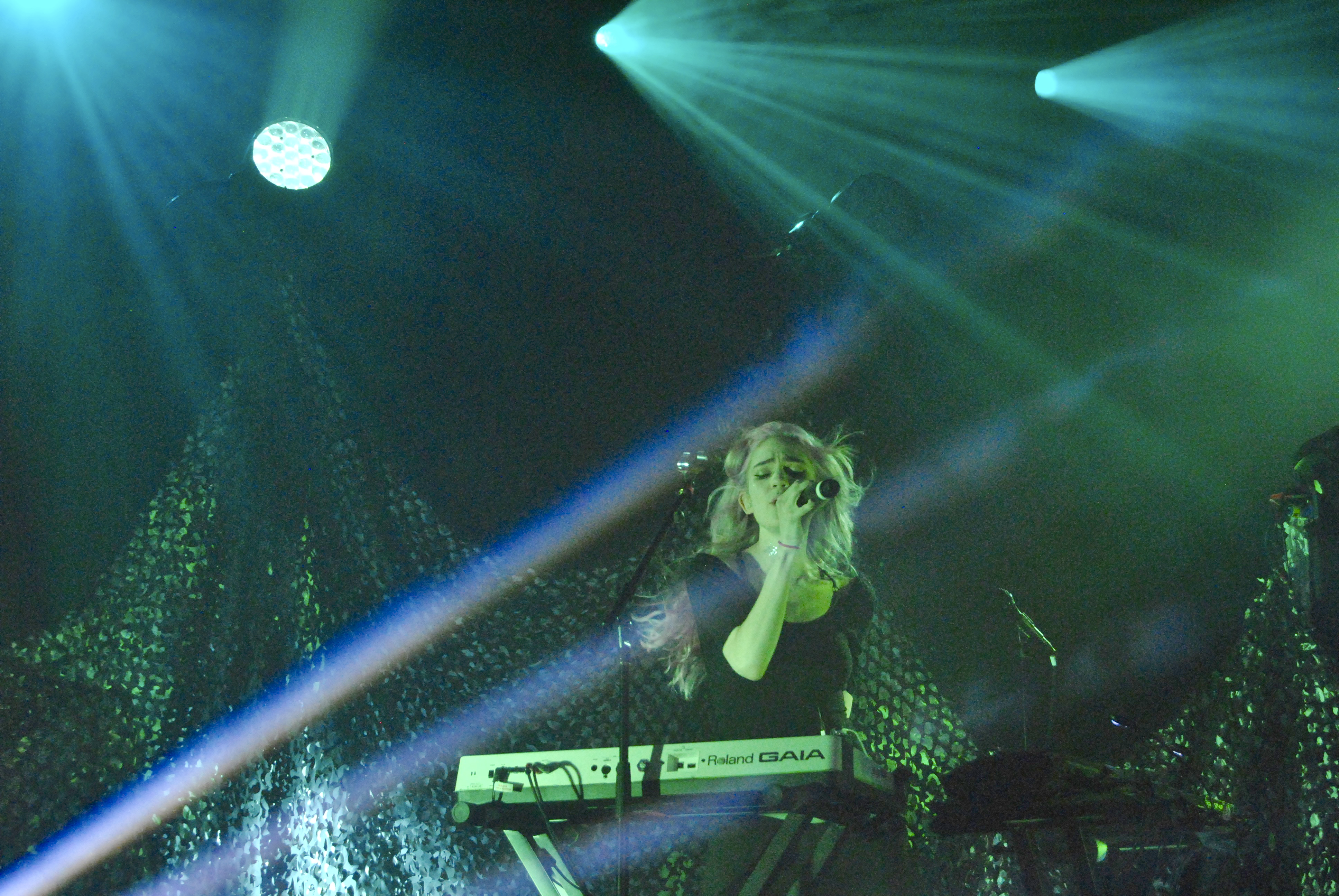
Grimes actuando en el Governors Ball en junio de 2014

El 26 de junio de 2014, Grimes estrenó su nuevo tema "Go", producido por Blood Diamonds y con su participación. Se trata de un tema que había sido escrito para Rihanna y rechazado por ella, y se estrenó en el programa de radio 1 de Zane Lowe. Rolling Stone la situó en el número catorce de su lista de Mejores Canciones de 2014.
El 8 de marzo de 2015, Grimes lanzó un vídeo autodirigido para una versión de demostración de "REALiTi" de un álbum abandonado. Recibió elogios de la crítica musical, siendo nombrada Mejor Música Nueva por Jenn Pelly de Pitchfork, calificándola como la "mejor canción nueva de Grimes desde Visions".
El 15 de marzo de 2015, Grimes y Bleachers lanzaron su colaboración, "Entropy" para el programa de televisión de HBO Girls. El 24 de mayo de 2015, Grimes anunció a través de una serie de tuits a sus fanes que su próximo álbum sería lanzado "por sorpresa" en algún momento de octubre. También explicó que el álbum se alejaría de los anteriores sencillos "Go" y "REALiTi" y que se grabaría con "instrumentos reales", alejándose de la composición basada principalmente en sintetizadores y muestreadores de sus anteriores lanzamientos. En el verano de 2015, Grimes salió de gira con Lana Del Rey para varias de sus fechas de Endless Summer Tour. A continuación, realizó una gira en otoño de 2015 como cabeza de cartel de su propia gira Rhinestone Cowgirls Tour con la telonera Nicole Dollanganger. El 26 de octubre de 2015, Grimes lanzó simultáneamente el sencillo principal del álbum, "Flesh Without Blood", y un vídeo musical en dos actos que incluye tanto "Flesh Without Blood" como una canción adicional del álbum, "Life in the Vivid Dream". Tras su lanzamiento en noviembre, el álbum recibió críticas favorables, obteniendo una puntuación de 88 (sobre 100) en Metacritic y la designación de Mejor Nueva Música de Pitchfork. Jessica Hopper, de Pitchfork, describió Art Angels como "una prueba del trabajo de Boucher y una articulación de una visión pop que es incontrovertiblemente suya... un épico bufé navideño de tendenciosas mierdas feministas, con segundas raciones para comentaristas anónimos y chupadores de sangre de la industria musical".
Art Angels fue nombrado mejor álbum del año por NME, Exclaim! y Stereogum. Alcanzó el número 1 en la lista de Álbumes Alternativos de Billboard en EE. UU. y el número 2 en la lista de Álbumes Independientes de Billboard. Grimes ganó el premio internacional 2016 en los Premios Anuales Socan y el premio Harper's Bazaar al músico del año 2016 en octubre.

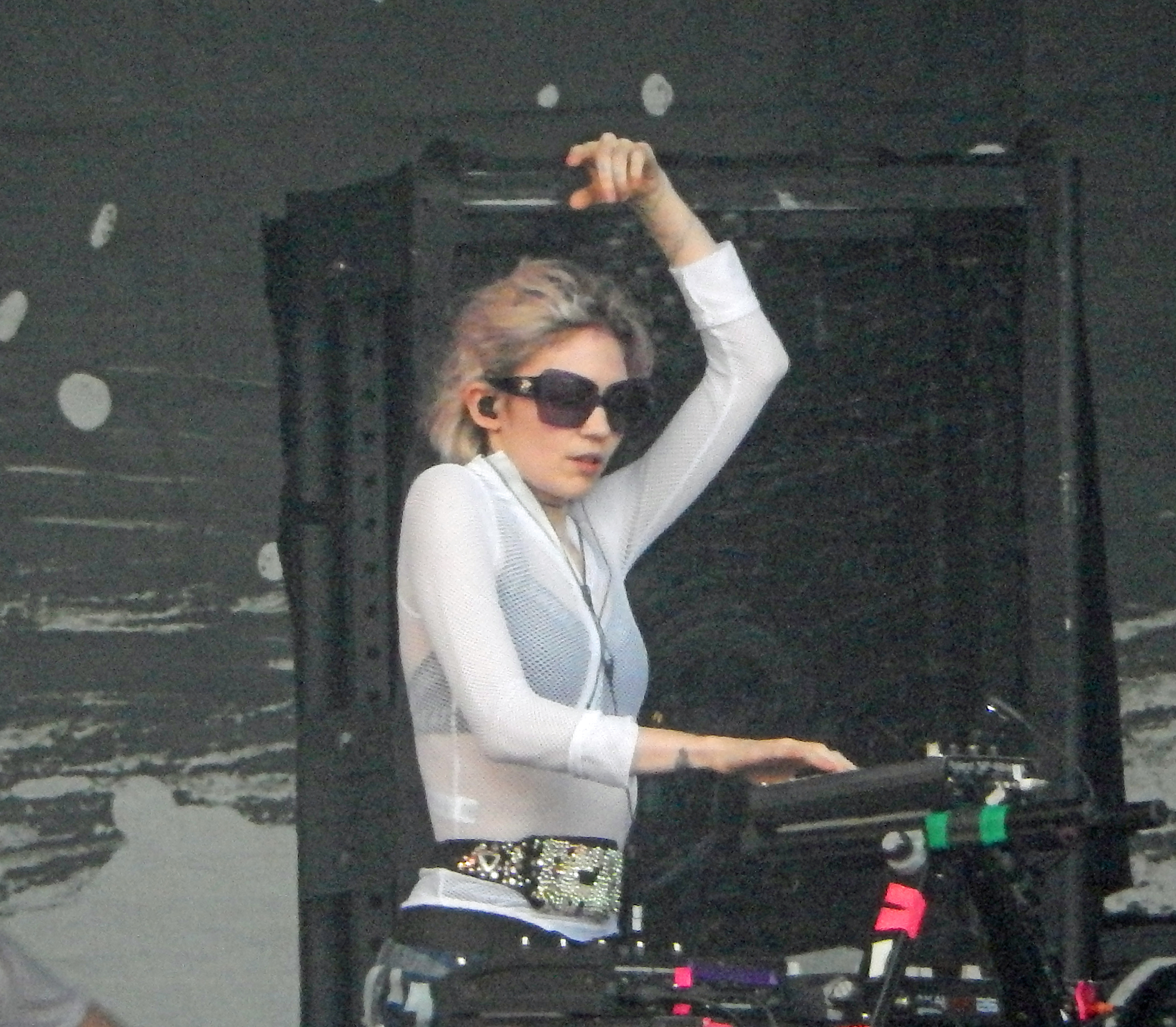
Grimes actuando en Lollapalooza 2016

 En la primavera de 2016, Grimes realizó una gira por Asia y Europa con el grupo de apoyo Hana en la gira Ac!d Reign Tour. Grimes continuó con sus giras durante el verano de 2016, actuando en varios festivales de música por toda Norteamérica y abriendo para Florence and the Machine en algunas fechas del How Beautiful Tour.
Continuando con la serie de vídeos musicales de las canciones de Art Angels que comenzó con "Flesh Without Blood" y "Life in the Vivid Dream" ("Act I" y "Act II", respectivamente), Boucher lanzó el vídeo musical de "Kill V. Maim" ("Act III") el 19 de enero de 2016, y el vídeo musical de "California" ("Act IV") el 9 de mayo de 2016. Boucher elaboró una versión ligeramente remezclada de "California" para el vídeo musical con el fin de lograr una mezcla visual/auditiva menos "disonante". Esta versión alternativa de California no se ha lanzado oficialmente a la venta ni a la transmisión. El 3 de agosto, Grimes lanzó la canción "Medieval Warfare" como parte de la banda sonora del éxito de taquilla de verano Escuadrón Suicida.
El 5 de octubre de 2016, Boucher con su amiga y colaboradora Hana Pestle, más conocida por su nombre artístico Hana, lanzaron "The Ac!d Reign Chronicles", una serie lo-fi de siete vídeos musicales que incluyen canciones de Grimes ("Butterfly", "World Princess Part II", "Belly of the Beat" y "Scream") y de Hana ("Underwater", "Chimera" y "Avalanche"), cada una de las cuales protagoniza sus respectivos segmentos. Apariciones adicionales incluyen Aristófanes en SCREAM y dos de los bailarinas de respaldo de Grimes, Linda Davis y Alyson Van, a lo largo de la serie. "The AC! D Reign Chronicles" se grabó en el transcurso de dos semanas durante el tiempo que el dúo estuvo de gira por Europa y se realizó con una producción mínima, filmadas exclusivamente en iPhones sin equipo aparte del hermano de Boucher, Mac Boucher, quien ayudó con la filmación. En la posproducción, Claire Boucher y Hana Pestle editaron los videos en su totalidad. "Concepto y dirección de Arte" se atribuyen a Claire Boucher.
El 2 de febrero de 2017, Grimes estrenó en Tidal el vídeo musical futurista de alto presupuesto de "Venus Fly", protagonizado por ella misma y Janelle Monáe. El vídeo se subió a YouTube el 9 de febrero. Ganó el premio al Mejor Vídeo de Baile por "Venus Fly" en los Much Music Video Awards. En 2017, Grimes ganó un Premio JUNO al Vídeo del Año, con "Kill V. Maim".

### 2018-2020:Miss Anthropoceney colaboraciones
En febrero de 2018, Grimes escribió en Instagram: "bueno, nada de música a corto plazo después de todo". Más tarde se supo que esto se debió a un enfrentamiento con su discográfica, 4AD. Más tarde reveló en una publicación de Instagram que finalmente lanzaría dos álbumes y que "estarían separados por un período de tiempo", siendo el primero lanzado con 4AD y el segundo con una etiqueta no revelada. Boucher declaró que este primer álbum sería "altamente colaborativo y [caracterizado por] la luz más gloriosa", con el segundo destacando temas de "pura oscuridad y caos".
El 10 de abril de 2018, Grimes apareció en "Pynk", el tercer sencillo del álbum de Janelle Monáe, Dirty Computer. El 30 de mayo de 2018, Grimes apareció en "Love4Eva" de Loona de su EP Beauty & the Beat. El 15 de junio de 2018, apareció en un vídeo de la serie Behind the Mac de Apple en su canal de YouTube, con un adelanto de una canción de su próximo álbum titulado "That's What the Drugs Are For", que posteriormente se publicó como "My Name Is Dark". El mismo día, publicó en Twitter dos vídeos de adelanto de dos canciones de su próximo álbum, "adore u (beautiful game)" y "4ÆM". En 2018, Grimes compuso el tema musical de la serie animada de Netflix Hilda. El 31 de octubre de 2018, Grimes apareció en "Play Destroy" de Poppy en su álbum Am I a Girl?
Grimes también apareció en "Nihilist Blues" de Bring Me the Horizon, de su sexto álbum, Amo.
Grimes anunció en Instagram Miss Anthropocene, su quinto álbum de estudio, en marzo de 2019. El 13 de agosto de 2019, Grimes publicó un anuncio de la Adidas por Stella McCartney Fall 2019 collection en Instagram, afirmando que lanzaría el primer sencillo del álbum el 13 de septiembre. En cambio, Grimes lanzó el video musical de "Violence", con i_o, el 5 de septiembre. El 25 de octubre se filtró en línea una versión inacabada de "Miss Anthropocene". El 15 de noviembre se publicaron dos versiones del segundo sencillo "So Heavy I Fell Through the Earth": la Art Mix (6:13, versión del álbum) y la Algorithm Mix (3:51). Interpretó un nuevo tema adicional "4ÆM" el mismo día en los Video Game Awards 2019 para presentarse como personaje con voz en el juego Cyberpunk 2077. Miss Anthropocene fue lanzado el 21 de febrero de 2020. Ese mismo mes, lanzó el sencillo "Delete Forever", inspirado en parte por la muerte de Lil Peep y la crisis actual de opioides.
El 11 de noviembre de 2020, Benee lanzó su álbum debut, Hey U X, en el que Grimes colaboró con ella en la canción de estilo dance "Sheesh". El 11 de diciembre de 2020, Grimes lanzó una mezcla especial para DJ en iTunes que celebraba Cyberpunk 2077, titulada ¡Esta historia está dedicada a todos aquellos cyberpunks que luchan contra la injusticia y la corrupción cada día de sus vidas! El álbum contenía dos nuevas canciones, "Samana" y "Delicate Weapon", y contaba con música de Grimes, así como de amigos y colaboradores.

### 2021-2022: Sexto álbum de estudio yAlter Ego
El 5 de marzo de 2021, Grimes firmó con Columbia Records. En junio de 2021 hizo un cameo en el vídeo musical de Doja Cat para su canción "Need to Know". Más tarde, en junio, anunció un nuevo servidor Discord asociado llamado "Grimes Metaverse Super Beta". Más tarde anunció un nuevo podcast 'Homo Techno' copresentado con la comunicadora científica Liv Boeree. También ha anunciado su nueva música publicando un fragmento de la canción "Shinigami Eyes" y promocionándola en las redes sociales, así como una próxima colaboración con el DJ británico Chris Lake. Ha utilizado el servidor Discord para anunciar su nueva música con frecuencia. Grimes habló con Billboard sobre un próximo álbum conceptual, que describió como una "ópera espacial".
En julio de 2021 se anunció que Grimes, junto a will.i.am, Alanis Morissette, Nick Lachey y Rocsi Diaz serían jueces en una nueva serie de concursos de canto llamada Alter Ego, en la que los concursantes hacen uso de la tecnología de captura de movimiento para representarse a sí mismos como "avatares de ensueño". El 30 de septiembre de 2021, Grimes lanzó una nueva canción titulada "Love". La canción fue grabada en respuesta a su separación de Elon Musk y la creciente atención de los medios de comunicación por ello. El 3 de diciembre de 2021, Grimes lanzó una nueva canción titulada "Player of Games". El mismo día, también anunció el título de su sexto álbum de estudio, Book 1.
En enero de 2022, Grimes anunció un vinilo del décimo aniversario de su álbum Visions. El 26 de enero de 2022, Grimes lanzó "Shinigami Eyes".
Una semana después, el 3 de febrero de 2022, Grimes anunció su próximo EP titulado "Fairies Cum First".

## Arte

### Estilo musical
La música de Grimes se basa en una mezcla ecléctica de estilos, incluido el dream pop, synth-pop, art pop, electrónica, pop experimental, electropop, R&B, pop, pop de vanguardia lo-fi, bedroom pop indie pop, electrónica, nu metal y hip hop. Su obra ha sido comparada con la de varias artistas, como Björk, Julianna Barwick, Siouxsie Sioux, y Enya. Fue descrita por la revista Tastemakers Magazine como una "alienígena hija del amor de Aphex Twin y ABBA". The Guardian resumió su estilo musical: "Al sonar un poco como todo lo que has escuchado, el conjunto suena como nada que hayas escuchado". The Japan Times escribió de Grimes que su "música de otro mundo, asistida por Ableton, está repleta de ganchos aptos para sentarse junto a Rihanna y Taylor Swift en el Top 40". Dazed declaró: "En cierto sentido, siempre había prosperado siendo demasiado pop para el indie y demasiado indie para el pop". Sus letras fueron descritas por The Guardian como "generalmente elusivas e impresionistas, rehuyendo los detalles". Grimes es una soprano. The Daily Telegraph describió su voz como "dulce, fina y brumosa". Utiliza técnicas de looping y de estratificación, especialmente con las voces; muchas de sus canciones presentan capas de más de cincuenta pistas vocales diferentes que crean un sonido "etéreo".
Grimes describió su música como "música TDA", que cambia con frecuencia y de forma dramática: "Paso mucho por fases". Dijo: "La mayoría de la música con estructuras tradicionales de verso, coro y puente probablemente se puede considerar 'pop'. Pero supongo que la mayoría de la gente piensa en el Top 40 en estos días cuando usan la palabra 'pop', y enfáticamente no soy de ese mundo". Dijo que el álbum de 2007 de Panda Bear, Person Pitch, "le dio un impulso" a su mente. Ella explica: "Hasta ese momento, básicamente solo había hecho música extraña con drones atonales, sin sentido de la composición de canciones. Apenas entendía nada sobre música ... Pero de repente toda la música encajó en su lugar y parecía tan simple y fácil. Estaba bastante muy capaz de escribir canciones de forma espontánea inmediatamente después de escuchar este álbum una vez".

### Influencias
Las influencias de Grimes incluyen Aphex Twin, Bikini Kill, Black Dice, Blink-182, Blue Hawaii, David Bowie, Burial, Kate Bush, Mariah Carey, Cocteau Twins, Dungeon Family, Enya, Al Green, Hildegard von Bingen, How to Dress Well, Chris Isaak, Michael Jackson, Jedi Mind Tricks, Billy Joel, Yoko Kanno, Kenji Kawai, Alicia Keys, Yayoi Kusama, Marilyn Manson, Mindless Self Indulgence, Joanna Newsom, New Edition, Nine Inch Nails, Outkast, Panda Bear, Paramore, Queen, Trent Reznor, Salem, Skinny Puppy, Tool, St. Vincent, Dandi Wind, Geinoh Yamashirogumi, y Yeah Yeah Yeahs; también K-pop, música medieval y The Legend of Zelda.

## Arte visual
Grimes creó la arte del álbum para todos sus álbumes, así como litografías artísticas para cada tema de Art Angels que se vendieron con el lanzamiento del vinilo. Su arte está influenciado por el anime japonés, el manga, y cómic artistas como Charles Burns y Daniel Clowes. Grimes ilustra sus productos, como camisetas, carátulas de discos y carteles de espectáculos. Sus ilustraciones han aparecido en exposiciones de galerías, como la del Museo Guggenheim Bilbao. Creó una portada alternativa para The Wicked + The Divine de Image Comics y diseñó una colección cápsula de camisetas para Saint Laurent en 2013. Ese año, también dirigió un evento de dos días en la Galería Audio Visual Arts (AVA) en Nueva York con una subasta silenciosa en beneficio de la campaña de la Asociación de Mujeres Nativas de Canadá para crear conciencia sobre la violencia contra las mujeres aborígenes en Canadá. A principios de 2021, vendió arte digital original en forma de token no fungibles por $5,8 millones.

## Vida personal
Boucher tiene un hermanastro que rapea bajo el nombre de Jay Worthy; colaboraron en el sencillo "Christmas Song", que se lanzó en el disco de bonificación Rough Trade de su álbum Visions.  Uno de sus hermanos, Mac Boucher, participó en la realización de algunos de sus videos musicales, como "Violence", "Go", "Realiti", "Flesh without Blood/Life in the Vivid Dream", "Kill V. Maim", "Venus Fly" y "We Appreciate Power".
En 2009, Boucher y un amigo intentaron navegar por el Río Misisipi a Nueva Orleans desde Minneapolis en una casa flotante que construyeron. Después de varios percances, incluidos problemas con el motor y encuentros con la policía, la casa flotante fue incautada por la ciudad de Minneapolis. Boucher afirma que elementos de la historia, como la pareja que tenía una máquina de escribir en la casa flotante, fueron exagerados en los periódicos que informaron sobre ello en ese momento. La aventura se ha convertido en un video animado narrado por T-Bone Burnett.
En el pasado, Boucher ha sido abierta acerca de su consumo de drogas, afirmando que durante la creación de Visions en 2012, "se desmayó por las ventanas y tomó toneladas de anfetaminas y se quedó despierta durante tres semanas y no comió nada". En 2011, ella y su colega canadiense d'Eon pasaron "una semana dando conciertos y tomando ácido en Ciudad de México".
En 2014, Boucher escribió una entrada en su blog en la que expresaba su aversión a las drogas duras, distanciándose de su anterior apoyo, diciendo que no quiere que el "[consumo drogas duras] forme parte de [su] narrativa". "Perder a gente por culpa de las drogas y el alcohol es lo peor porque destruyen cualquier buen recuerdo que tengas de ellos antes de obligarte a lidiar con el espacio vacío que dejan atrás. Quiero que la gente sepa que odio las drogas duras. Lo único que han hecho es matar a mis amigos y hacerme improductiva".
Como cantante, Boucher es conocida por tener un balbuceo; ha declarado que "le gusta", y que no desea someterse a terapia del habla.
Desde 2018, se llama c (el símbolo de la velocidad de la luz) en su vida personal.

### Relaciones
De 2007 a 2010, Boucher mantuvo una relación intermitente con Devon Welsh, entonces vocalista de Majical Cloudz. Los dos se conocieron en 2007 en una fiesta de la residencia de estudiantes de primer año mientras estudiaban en la Universidad McGill.
Desde 2012 hasta 2018, Boucher mantuvo una relación con el músico electrónico Jaime Brooks,
que la apoyó en el Visions Tour actuando como Elite Gymnastics.

En 2018, Boucher inició una relación con el empresario Elon Musk.
Se conocieron tras descubrir en Twitter que a ambos se les ocurrió el mismo juego de palabras relacionado con Rococó y el experimento mental del basilisco de Roko. El 4 de mayo de 2020, dio a luz a X Æ A-12
(pronunciado "Ex Ash A Twelve"
o "Ex Ay Eye"). El nombre al parecer violaba la ley de nombres de California, donde nació el niño,
y posteriormente se cambió por "X Æ A-Xii". Según una imagen de la partida de nacimiento, la letra "X" es el nombre del niño, y "AE A-XII" el segundo nombre. Grimes afirmó a través de Instagram que Go Won del grupo de chicas surcoreano Loona, con quien colaboró en 2018, es la madrina de su hijo.
La pareja anunció su "semi-separación" en septiembre de 2021 y desde entonces la cantante describió su vínculo sentimental con Musk como «fluido». En diciembre de 2021 nació su segunda hija en común con el empresario, a la cual apodaron Exa Dark Sideræl, la cual fue gestada mediante gestación subrogada. La noticia se conoció recién en marzo de 2022. En septiembre de 2023 se anunció el nacimiento de su tercer hijo con Musk, Tau Techno Mechanicus, nacido en junio de 2022. Su existencia se había mantenido en secreto y se reveló a raíz de la publicación de la biografía de su padre.

## Discografía

### Álbumes de estudio
- 2010: Geidi Primes
- 2010: Halfaxa
- 2012: Visions
- 2015: Art Angels
- 2020: Miss Anthropocene
- 2022: Book 1

### EP
- 2011: Darkbloom (Grimes / d'Eon)

### Videos musicales
- 2011: «Vanessa» (dirigido por Grimes y John Londono)
- 2011: «Crystal Ball» (dirigido por Tim Kelly)
- 2012: «Oblivion» (dirigido por Emily Kai Bock)
- 2012: «Nightmusic» (con Majical Cloudz) (dirigido por John Londono)
- 2012: «Genesis» (dirigido por Grimes)
- 2014: «Go» (con Blood Diamonds) (dirigido por Roco-Prime [Claire y Mac Boucher])
- 2015: «REALiTi» (dirigido por Grimes)
- 2015: «Flesh without Blood»/«Life in the Vivid Dream» (dirigido por Grimes)
- 2016: «Kill V. Maim» (dirigido por Grimes y Mac Boucher)
- 2016: «California» (dirigido por Grimes y Mac Boucher)
- 2016: «World Princess Part II» (dirigido por Grimes y Mac Boucher)
- 2016: «Butterfly» (dirigido por Grimes y Mac Boucher)
- 2016: «Scream» (con Aristophanes) (dirigido por Grimes y Mac Boucher)
- 2016: «Belly of the Beat» (dirigido por Grimes y Mac Boucher)
- 2017: «Venus Fly» (con Janelle Monáe) (dirigido por Grimes)
- 2018: (LOONA/yyxy) "love4eva (feat. Grimes)"
- 2018: We Appreciate Power (feat. hana) (Editado y Dirigido por Grimes)
- 2019: «Nihilist Blues» (con Bring Me the Horizon) (dirigido por Oliver Sykes, Polygon)
- 2019:  «Violence»  (dirigido por Grimes)
- 2020:  «Delete Forever»  (dirigido por Grimes, Mac Boucher, Neil Hansen)
- 2021:  «Player Of Games»  (dirigido por Anton Tammi / Grimes
- 2022: «Shinigami Eyes» (dirigido por BRTHR)